# Ossubtus xinguense
Ossubtus xinguense är en fiskart som beskrevs av Michel Jégu 1992. Ossubtus xinguense ingår i släktet Ossubtus och familjen Characidae. Inga underarter finns listade i Catalogue of Life.